# Aserbaidschanischer Fußballpokal 2022/23
Der Aserbaidschanischer Fußballpokal 2022/23 war die 31. Austragung des Pokalwettbewerbs im Fußball in Aserbaidschan. Titelverteidiger war FK Qarabağ Ağdam. Der Pokalsieger nahm außerdem an der 2. Qualifikationsrunde zur UEFA Europa Conference League 2023/24 teil.

## Modus
In der 1. Runde und im Finale wurden die Begegnungen in einem Spiel entschieden. Bei unentschiedenem Ausgang wurde das Spiel verlängert und gegebenenfalls durch Elfmeterschießen entschieden.
Im Viertel- und Halbfinale wurden die Sieger in Hin- und Rückspiel ermittelt. Bei Torgleichstand in beiden Spielen zählte zunächst die größere Zahl der auswärts erzielten Tore; gab es auch hierbei einen Gleichstand, wurde das Rückspiel verlängert und ggf. ein Elfmeterschießen zur Entscheidung ausgetragen.

## Teilnehmer
| Premyer Liqası (10) | Birinci Divizionu (4)                                                               |
| --- | ----------------------------------------------------------------------------------- |
| - PFK Kəpəz - Neftçi Baku PFK - FK Qarabağ Ağdam - FK Qəbələ - Səbail FK - Sabah FK - Şamaxı FK - Sumqayıt PFK - PFK Turan Tovuz - Zirə FK | - Araz-Naxçıvan PFK - FK Energetik Mingəçevir - Qaradağ Lökbatan FK - MOİK Baku PFK |

## 1. Runde
In dieser Runde nahmen acht Erstligisten und vier Zweitligisten teil.
| Datum      |                              | Ergebnis |                          |
| ---------- | ---------------------------- | -------- | ------------------------ |
| 22.11.2022 | FK Qəbələ (I)                | 5:0      | Araz-Naxçıvan PFK (II)   |
| 22.11.2022 | MOİK Baku PFK (II)           | 0:4      | Səbail FK (I)            |
| 22.11.2022 | Şamaxı FK (I)                | 0:1      | PFK Turan Tovuz (I)      |
| 23.11.2022 | Sabah FK (I)                 | 5:0      | Qaradağ Lökbatan FK (II) |
| 23.11.2022 | FK Energetik Mingəçevir (II) | 0:2      | Zirə FK (I)              |
| 23.11.2022 | PFK Kəpəz (I)                | 1:0      | Sumqayıt PFK (I)         |

## Viertelfinale
Teilnehmer: Die sechs Sieger der 1. Runde und mit dem FK Qarabağ Ağdam und Neftçi Baku PFK zwei weitere Erstligisten.
| Datum             |                      | Gesamt |                     | Hinspiel | Rückspiel |
| ----------------- | -------------------- | ------ | ------------------- | -------- | --------- |
| 08.12./19.12.2022 | FK Qarabağ Ağdam (I) | 2:3    | FK Qəbələ (I)       | 2:2      | 0:1       |
| 08.12./20.12.2022 | Zirə FK (I)          | 2:3    | Neftçi Baku PFK (I) | 0:1      | 1:3       |
| 09.12./19.12.2022 | Səbail FK (I)        | 4:2    | Sabah FK (I)        | 3:2      | 1:0       |
| 09.12./20.12.2022 | PFK Kəpəz (I)        | 3:4    | PFK Turan Tovuz (I) | 1:2      | 2:2       |

## Halbfinale
| Datum             |                     | Gesamt |                     | Hinspiel | Rückspiel |
| ----------------- | ------------------- | ------ | ------------------- | -------- | --------- |
| 18.04./27.04.2023 | FK Qəbələ (I)       | 4:2    | Səbail FK (I)       | 3:2      | 1:0       |
| 19.04./26.04.2023 | PFK Turan Tovuz (I) | 1:2    | Neftçi Baku PFK (I) | 1:0      | 0:2       |

## Finale
| Paarung         | FK Qəbələ – Neftçi Baku PFK |
| Ergebnis        | 1:0 n. V. |
| Datum           | 3. Juni 2023 |
| Stadion         | Neftçi Arena, Baku |
| Zuschauer       | 9.000 |
| Schiedsrichter  | Inqilab Mammadov |
| Tore            | 1:0 Isnik Alimi (112., FE) |
| FK Qəbələ       | Christophe Atangana – Maqsad Isayev (95. Urfan Abbasov), Murad Musayev , Ruan Renato, İlkin Qırtımov – Isnik Alimi, Emil Safarov, Ayyoub Allach (80. Ülvi İsgəndərov) – Felipe Santos (96. Omar Hani), Ramon Machado, Raphael Utzig (96. Rovlan Muradov) Cheftrainer: Elmar Bakhshiyev                                                    |
| Neftçi Baku PFK | Ivan Brkić – Kenny Saief, Vojislav Stanković (106. Höccat Haqverdi), Solomon Kwirkwelia, Omar Buludov (106. Egor Bogomolskiy) – Ataa Jaber (106. César Meza Colli), Emin Mahmudov , Eddy Pascual (90. Fərid Yusifli) – İsmayıl Zülfüqarlı (81. Azər Əliyev), Keelan Lebon, Matheus Saldanha Cheftrainer: Laurențiu Reghecampf ( Rumänien) |
| Gelbe Karten    | Maqsad Isayev (41.), Emil Safarov (61.). İlkin Qırtımov (119.) – Solomon Kwirkwelia (40.), Eddy Pascual (62.), Höccat Haqverdi (107.) |